# Charmois (Territorio de Belfort)
Charmois es una comuna francesa situada en el departamento del Territorio de Belfort, de la región de Borgoña-Franco Condado.
Los habitantes se llaman Charmoyens.

## Geografía
Está ubicada a orillas del río Bourbeuse, a 78 km al sureste de Belfort. Forma parte de la aglomeración urbana de esta ciudad.

## Demografía
| 116 | 121 | 115 | 203 | 227 | 261 | 289 | 340 |
| Para los censos de 1962 a 1999 la población legal corresponde a la población sin duplicidades (Fuente: INSEE [Consultar]) |     |     |     |     |     |     |     |